# 夏名陛
夏名陛，清朝政治人物。浙江仁和縣人。
夏名陛為舉人出身。乾隆五十五年（1790年）一月，出任湖南永順府龍山縣知縣。